# Comuna de Barcin
Barcin (polaco: Gmina Barcin) é uma gminy (comuna) na Polónia, na voivodia de Cujávia-Pomerânia e no condado de Żniński. A sede do condado é a cidade de Barcin.
De acordo com os censos de 2004, a comuna tem 14 858 habitantes, com uma densidade 122,7 hab/km².

## Área
Estende-se por uma área de 121,08 km², incluindo:
- área agricola: 76%
- área florestal: 8%

## Demografia
Dados de 30 de Junho 2004:
|                      | Total   | Total | Mulheres | Mulheres | Homens  | Homens |
| -------------------- | ------- | ----- | -------- | -------- | ------- | ------ |
|                      | pessoas | %     | pessoas  | %        | pessoas | %      |
| População            | 14 858  | 100   | 7524     | 50,6     | 7334    | 49,4   |
| Densidade (pop./km²) | 122,7   | 100   | 62,1     | 62,1     | 60,6    | 60,6   |

De acordo com dados de 2002, o rendimento médio per capita ascendia a 1667,07 zł.

## Comunas vizinhas
- Dąbrowa, Łabiszyn, Pakość, Złotniki Kujawskie, Żnin